# Thomas Jules Armand Cottereau
Pour les articles homonymes, voir Cottereau.
Thomas Jules Armand Cottereau (né en 1733 à Tours, mort le 28 novembre 1809 à Tours), est un jurisconsulte français.

## Biographie
Thomas Jules Armand Cottereau est le fils de Thomas Cottereau, sieur de Beaune, avocat au parlement de Paris, au bailliage et au siège présidial de Tours, et de Marie Thérèse Gervaise. Il épouse Marie Anne Pénigault.
Son éducation fut dirigée de bonne heure vers l'étude du droit par son père, l'un des premiers avocats de la province. Se défiant de ses talents pour la plaidoirie, il préféra le travail du cabinet, et s'acquit une grande réputation. Malgré son attachement aux principes de la monarchie, il eut le bonheur d'échapper à la tourmente révolutionnaire, et mourut dans sa ville natale le 28 novembre 1809. 
C'était un homme de mœurs douces, plein de candeur et de probité, d'un jugement solide et d'une vaste instruction. Cependant il regardait comme incontestable l'existence des magiciens et des sorciers et paraissait regretter que l'on eût laissé tomber en désuétude les lois qui les punissaient par le supplice du feu. Il se fait en outre l'apologiste des lois rigoureuses rendues contre les protestants.

## Publications
- Le droit général de la France, et le droit particulier de la Touraine et du Loudunois, Tours, 1778-1788, 3 vol. in-4°. Cet ouvrage, aussi estimé que digne de l'être, dit M. Merlin dans son Répertoire de jurisprudence, est le fruit de trente années de recherches ; et, malgré les changements survenus dans la législation, il peut encore être utilement consulté. (voir l'Histoire de la Touraine, par Chalmel.)

## Source
- Jean-André Tournerie, « Thomas-Jules-Armand Cottereau, dernier commentateur de la coutume de Touraine », Bulletin de la Société Archéologique de Touraine, vol. 43,‎ 1993, p. 1015-1029 (lire en ligne) ;  « Compte-rendu dans : », Annales de Normandie, vol. 45, no 1,‎ 1995, p. 72 (lire en ligne).
- « Thomas Jules Armand Cottereau », dans Louis-Gabriel Michaud, Biographie universelle ancienne et moderne : histoire par ordre alphabétique de la vie publique et privée de tous les hommes avec la collaboration de plus de 300 savants et littérateurs français ou étrangers, 2e édition, 1843-1865 [détail de l’édition]